# Pedro Schwartz
Pedro Schwartz Girón (ur. 30 stycznia 1935) – hiszpański ekonomista, politolog, prawnik i były liberalny polityk, kawaler Orderu Brytyjskiego.

## Życiorys
Pedro Schwartz studiował na Uniwersytecie Complutense w Madrycie, gdzie otrzymał doktorat z prawa, następnie zdobył  magistra z ekonomii i doktorat z nauk politycznych na London School of Economics (gdzie jego profesorami byli m.in. Karl Popper i Lionel Robbins). Ożenił się ze swoją pierwszą żoną, hiszpańską aktorką, Mercedes Juste Werner w 1966, z którą ma syna Guillermo. Nieco po narodzinach syna poznał swoją obecną żonę Ana Maria Bravo Ormeche (ur. 1945). Z drugą żoną ma trójkę dzieci: Marco (ur. 1971), Gregory (ur. 1974) oraz Silvia (ur. 1981).

## Kariera polityczna
Był członkiem drugiego Kongresu Deputowanych (niższej izby parlamentu Hiszpanii) w latach 1982-1986.
Schwartz otrzymał tytuł kawalera Orderu Imperium Brytyjskiego w 1990 r.

## Kariera naukowa
Schwartz jest profesorem badawczym ekonomii w Fundación Rafael del Pino na prywatnym, katolickim uniwersytecie CEU San Pablo. Jest także profesorem wizytującym na University of Buckingham. Współpracuje także z Cato Institute.
Specjalizuje się w emeryturach, polityce monetarnej oraz integracji gospodarczej Unii Europejskiej. W przeszłości pracował m.in. w wydziale badawczym Banku Hiszpanii, w centrum badawczym FUNDESCO oraz w fundacji DMR. Wykładał ekonomię na trzech hiszpańskich uniwersytetach.
Został członkiem  Stowarzyszenia Mont Pelerin w 1977. Był prezesem tej organizacji od 2014 do 2016 r.
Jest także członkiem zarządu Centre for European Policy Studies w Brukseli, doradcą think tanku Liberales Institut w Zurychu oraz sekretarzem hiszpańskiego think tanku Civismo.
Został członkiem Real Academia de Ciencias Morales y Políticas 22 lutego 2015 r.
Schwartz jest aktywny jako liberalny publicysta. Pisze regularne feletiony m.in. dla The Library of Liberty and Economics oraz El Pais.